# Estación de Cáceres
Cáceres es una estación ferroviaria situada en la ciudad española de Cáceres en la comunidad autónoma de Extremadura. Dispone de amplios servicios de Media Distancia y Larga Distancia. También cumple funciones logísticas.
La estación constituye un nudo ferroviario de carácter secundario en el que se bifurcan varias líneas. Las instalaciones cuentan con una importante playa de vías, destinada tanto a los servicios de pasajeros como de mercancías. A lo largo de 2023 recibió 426 505 pasajeros, siendo la segunda estación en número de viajeros de la comunidad, solo superada por Mérida.

## Situación ferroviaria
La estación, situada a 455,54 metros de altitud, forma parte del trazado de las siguientes líneas férreas:
- Línea férrea de ancho ibérico Madrid-Valencia de Alcántara, en el punto kilométrico 332,8.[n. 1]
- Línea férrea de ancho ibérico Aljucén-Cáceres, en el punto kilométrico 66,0.[5]

En el caso de esta última línea sirve para conectar el trazado anterior con la línea Ciudad Real-Badajoz.

## Historia
El ferrocarril llegó a Cáceres el 15 de octubre de 1880 con la entrada en servicio del tramo Cáceres a Valencia de Alcántara de la línea radial Madrid-Cáceres que se prolongaría meses después hasta la frontera con Portugal. La explotación de la concesión quedó en manos de la Compañía de los Ferrocarriles de Madrid a Cáceres y Portugal o (MCP). Debido a la crisis que atravesó la compañía en 1891 esta traspasó sus derechos de explotación a la nueva sociedad Gran Central de España, que daría paso, en 1894, a la nueva Compañía de los Ferrocarriles de Madrid a Cáceres y Portugal y Oeste de España. En 1928 los graves problemas económicos de las compañías férreas que explotan el oeste español forzó al Estado a crear la Compañía Nacional de los Ferrocarriles del Oeste como medio para poder rescatarlas. En 1941 la compañía se integró en la recién creada RENFE hasta la separación de esta en Adif y Renfe Operadora el 31 de diciembre de 2004.

## La estación
El edificio de viajeros de la estación de Cáceres es una estructura sobria y funcional que sigue el estilo constructivo imperante en las décadas de los años 1960 y 70 que se sitúa al sur de la ciudad formada por un pabellón central. Está formado por un pabellón central, dos alas laterales y dos torres en cada extremo. Todo el conjunto tiene dos plantas de altura y es absolutamente simétrico. Dispone de dos andenes, uno lateral y otro central al que acceden tres vías numeradas como vías 1, 2 y 4. Si bien esas son las vías usadas habitualmente por los trenes de viajeros, Cáceres cuenta con muchas más vías. En total son 16 las vías numeradas. En paralelo a las ya mencionadas y alejándose del edificio principal se encuentran las vías 6, 8, 10, 12 y 14. Por su parte las vías 3 y 17 mueren en toperas en los laterales del recinto mientras que las vías 9, 11, 13, 15 y 17 hacen lo propio pero a una distancia mayor de la estación. Todo ello se completa con almacenes, depósitos, muelles de carga y una antigua rotonda.
Cuenta con venta de billetes, atención al cliente, aseos, cafetería, alquiler de coches y restaurante. Todo el recinto está equipado con servicios adaptados para las personas con discapacidad. En el exterior existe un aparcamiento habilitado.

## Servicios ferroviarios

### Media Distancia
En Cáceres efectúan parada todos los trenes que cubren los servicios Regional Exprés y MD  de la Línea 52.
| Línea MD | Trenes             | Origen/Destino          |  | Destino/Origen                   |
| -------- | ------------------ | ----------------------- |  | -------------------------------- |
|          | MD                 | Madrid-Atocha Cercanías |  | Mérida Zafra Sevilla-Santa Justa |
| 52       | MD Regional Exprés | Madrid-Atocha Cercanías |  | Cáceres                          |